# Исчезнувшая колония
«Исчезнувшая колония» (англ. Wraiths of Roanoke) — телевизионный фильм ужасов 2007 года, снятый режиссёром Мэттом Коддом, основанный на реальных событиях — исчезновении английской колонии на острове Роанок. В главной роли снимался Эдриан Пол.

## Сюжет
Фильм повествует о бесследно пропавшей колонии английских поселенцев на острове Роанок у побережья штата Северная Каролина. Эта первая колония основана была 22 июля 1587 года по инициативе и на средства английского мореплавателя Уолтера Рэли и названа «Виргинией» — в честь английской королевы-девственницы. 18 августа 1587 года на острове появился на свет первый белый ребёнок Нового Света — Вирджиния Дэйр.
Элеонора продолжает получать тревожные сны, и в конце концов она понимает, что остров был местом жестокой казни невинной женщины и двух мужчин викингами. Задолго до этого корабль воинов-викингов перенесший несчастья, обвинил в этом одну из женщин и двух мужчин, путешествовавших вместе с ними на корабле. Они отвезли их на остров и предали мучительной смерти, из-за этого злые души викингов и женщины все ещё находятся в ловушке на острове в состоянии между жизнью и смертью. Ананьяс Дэйр должен вместе с Мантео найти способ отправить злых духов в Вальхаллу.
Со временем один из колонистов с отрядом солдат нападает на индейскую деревню, что приводит к вражде между поселенцами и индейцами. Позже той ночью призраки высасывают его душу и начинают нападение на колонистов; атака отбита, но многие колонисты убиты. Вскоре выясняется, что эти призраки питаются душами живых и пытаются убить Вирджинию, потому что им требуется невинная душа, чтобы попасть в Вальхаллу; также стало известно, что их слабыми сторонами являются огонь и вода (вода является символом жизни). Вскоре они вынуждены разработать план, чтобы победить призраков; они строят плот с кучей дерева и сена и ждут, когда придет луна. Призраки прибывают ночью и из-за паники колонистов начинают нападать на них. Из выживших остаются только Элеонора, Ананьяс, Вирджиния и Хоув.
К сожалению, Элеонора нападает на одного из призраков, пытаясь спасти Ананьяса, но её убивают. Через несколько минут Хоув и Ананьяс смертельно раненые заманивают призраков на плот вместе с малышкой Вирджинией. Когда они приближаются к Ананьясу и Вирджинии, Хоув запускает огненную стрелу на плот, поджигая его; поскольку призраки не могут пересечь воду, они наконец смогли обрести покой. Ананьяс смотрит на Вирджинию в последний раз, прежде чем умереть.
Вопреки историческим фактам, единственной выжившей из колонистов оказывается новорождённая дочь главного героя — вышеназванная Вирджиния Дэйр… Мантео приказывает племени похоронить колонистов и сжечь их поселение.

## В ролях
| Актёр           | Роль                           |
| --------------- | ------------------------------ |
| Эдриан Пол      | Ананьяс Дэйр                   |
| Фрида Шоу       | Элеанор Дэйр                   |
| Ретт Джиллз     | Джордж Хоув                    |
| Майкл Тех       | вождь племени кроатонов Мантео |
| Мэри Маскаро    | Элизабет                       |
| Алекс Макартур  | губернатор Джон Уайт           |
| Даг Дерт        | Грегори Хемфилл                |
| Атанас Сребрев  | колонист Сэмюэль Филлион       |
| Джордж Калил    | охотник Томас Стивенс          |
| Христо Митцков  | охотник Амброуз Виккарс        |
| Теренс Уинклесс | священник Джейкоб              |